# Mobula mobular
Mobula mobular is een vissensoort uit de familie van de duivelsroggen (Mobulidae). De wetenschappelijke naam van de soort is voor het eerst geldig gepubliceerd in 1788 door Pierre Joseph Bonnaterre.